# Търг
Аукционът е периодично действащ организиран стоков пазар, вид търг, на който чрез публично или тайно наддаване се извършва продажба на определени видове и качества стоки.

## История
Възниква през Средните векове в италианските търговски центрове, след това в Испания, Холандия, Англия и др.
По-ограничено се среща и днес:
- за кожи и кожени изделия – в Санкт Петербург, Ню Йорк, Монреал, Лондон, Лайпциг, Копенхаген, Осло, Стокхолм;
- за непрана вълна – в Лондон, Ливърпул, Сидни, Мелбърн, Кейптаун, Уелингтън;
- за чай – в Калкута, Коломбо, Амстердам и др.

Съвременните търгове могат да се провеждат онлайн с участници от цял свят. Наддаването се извършва в реално време с точност до части от секундата. На интернет аукционите е разрешено да продават и имущество, което е конфискувано от банка или държава, откраднато или в лошо състояние - например автомобили, за които финансовите компании са предявили претенции, тъй като собствениците им не са изплатили заемите си за автомобили.